# Michael Bloomberg
Michael Rubens Bloomberg (Boston, Massachusetts, 14 de febrero de 1942) es un empresario y político estadounidense, excandidato a las elecciones primarias de 2020 por el Partido Demócrata. De 2002 a 2013 ostentó la alcaldía de Nueva York. Es fundador de la compañía de información financiera Bloomberg L.P., en noviembre de 2019, su patrimonio neto se estimaba en 54,000 millones de dólares, lo que lo convertía en la novena persona más rica de Estados Unidos de acuerdo a Forbes. En abril de 2023, Forbes le situaba como la séptima persona más rica del mundo, con una fortuna de 94,500 millones de dólares, y la decimocuarta en la lista Forbes 400, con una fortuna de 55,000 millones de dólares.
Desde 2020 se desempeña como Enviado Especial del Secretario General de las Naciones Unidas para la Ambición Climática y Soluciones.

## Biografía
Bloomberg nació en el seno de una familia judía en Medford, un suburbio de Boston, Massachusetts. Estudió en la Universidad Johns Hopkins, donde en 1964 obtuvo el grado de Bachiller en Artes en la especialidad de ingeniería eléctrica (Bachelor of Science), más tarde obtuvo el grado de maestría o máster de administración de negocios en la Escuela de Negocios de Harvard (Harvard Business School).
En 1966, durante el apogeo de la guerra de Vietnam, Bloomberg aplicó para ingresar a la Escuela de Aspirantes a Oficial de las Fuerzas Armadas de los Estados Unidos, pero fue rechazado por tener pies planos.
En 1973, Bloomberg se convirtió en socio general de Salomon Brothers, uno de los bancos de inversión de referencia de Wall Street, donde se desempeñó como jefe de operaciones de renta variable y, más tarde, dirigió las operaciones de desarrollo de sistemas.
Con el dinero que acumuló gracias a su puesto en Salomon Brothers, Bloomberg creó su propia empresa llamada Innovative Market Systems, que proporcionaba información comercial de alta calidad a inversores. La idea estuvo basada en la necesidad de entregar información de la manera más rápida y en la mayor cantidad de formas utilizables posibles, a través de la tecnología. En 1987, la compañía fue rebautizada como Bloomberg L.P. Es en esta empresa de información financiera Bloomberg L.P., donde Michael Bloomberg hizo su gran fortuna. La compañía proporciona información sobre las finanzas de las empresas cotizadas en la bolsa de valores de Nueva York (New York Stock Exchange, Wall Street). 
En septiembre de 2004 Bloomberg estaba posicionado por la revista Forbes en el lugar número 34 de las personas más ricas de los Estados Unidos de América 400 Richest Americans. En marzo de 2005 ocupó el lugar número 94 de las personas más ricas del mundo Forbes List of the 500 Richest People in the World.
El 19 de junio de 2007 renunció a su militancia en el Partido Republicano y se convirtió en independiente (lo que ha alimentado rumores de una posible candidatura presidencial independiente contra los partidos tradicionales).
En febrero de 2009, la prestigiosa revista norteamericana Forbes, catalogó a Bloomberg dentro de las 20 personas más poderosas del mundo. Esta clasificación difiere del conocido ranking de las personas más ricas del mundo en el sentido de que no solo tiene en cuenta el tamaño de la fortuna de la persona sino también su nivel de influencia a nivel mundial. Dentro de los datos que lo hicieron acreedor al puesto número 20 están, que durante su primera campaña a la alcaldía invirtió US$ 74 millones y durante la segunda la cifra ascendió a US$ 85 millones. 
Muy probablemente la frase que hará más célebre a este personaje fue la que dijo a los medios el 28 de septiembre de 2011: 

"El sueño americano no sobrevivirá si seguimos diciendo a los soñadores que se vayan para otra parte"

En noviembre de 2019 anuncia su candidatura a las primarias del Partido Demócrata para las elecciones presidenciales de 2020. Se retiró de las mismas en marzo de 2020 para apoyar la candidatura de Joe Biden contra Donald Trump. Consciente de que sus resultados no eran lo suficientemente buenos y, puesto que su objetivo seguía siendo el mismo, derrotar a Trump, decidió ayudar a su "buen amigo y buen americano" Biden.

## Alcalde de Nueva York (2002-2013)
Michael Bloomberg ocupó el cargo de 108.º alcalde de la ciudad de Nueva York, ocupando el cargo durante tres períodos consecutivos, comenzando el primero en 2002. Bloomberg asumió el cargo el 1 de enero de 2002. Fue reelegido en 2005 y nuevamente en 2009. Como alcalde, Bloomberg inicialmente luchó con un bajo índice de aprobación por parte del público, sin embargo, posteriormente desarrolló y mantuvo altos índices de aprobación. Durante sus 12 años a cargo de la alcaldía de Nueva York, Bloomberg se enfocó principalmente en la remodelación urbana, la seguridad y los asuntos de salud.
Como alcalde de Nueva York, Michael Bloomberg ha añadido 1,6 kilómetros cuadrados de zonas verdes, 724 kilómetros de carril bici y recalificado el 40% de la ciudad. [cita requerida]Algunos de sus proyectos han sido bastante polémicos, como el puente del Parque de Brooklyn o High Line.
Una de las medidas más importantes implementadas por Bloomberg durante su gestión como alcalde de Nueva York, fue la aplicación de la ley que prohíbe fumar en espacios públicos, incluyendo 1700 parques y 22 kilómetros de playa. En sintonía con esta medida, en diciembre de 2013, Nueva York aprobó también la decisión de prohibir el uso del cigarrillo electrónico en lugares públicos como bares, restaurantes, parques y playas.  
Durante el mandato de Bloomberg, la ciudad de Nueva York alcanzó su tasa más baja de asesinatos en 50 años, pasando de los 649 en 2001 a 332 en 2013. El sector turístico también tuvo su auge, alcanzando un récord de 54,3 millones de visitantes en 2013. Además, la esperanza de vida de los ciudadanos neoyorquinos aumentó dos años y medio a partir de 2002.